# Paul Messier
Paul Edmond Messier (* 27. ledna 1958) je bývalý hokejový hráč. Je to starší bratr hráče NHL Marka Messiera.
Messier se narodil v Nottinghamu v Anglii, jeho rodina se poté přestěhovala do Kanady, vyrůstal v Edmontonu. Krátce hrál v NHL za Colorado Rockies.
Messier má dvě děti a je ženatý. V současnosti[kdy?] řídí jednu z bratrových investic – malý hotel Harbour Island.